# Polystichum subfimbriatum
Polystichum subfimbriatum là một loài thực vật có mạch trong họ Dryopteridaceae. Loài này được W.M. Chu & Z.R. He miêu tả khoa học đầu tiên năm 1998.